# Георгиос Пендзикис (лекар)
 Тази статия е за гръцкия лекар.  За гръцкия революционер вижте Георгиос Пендзикис (революционер).  
Георгиос Йоани Пендзикис (на гръцки: Γεώργιος Ιωάννη Πεντζίκης) е гръцки лекар от началото на XX век.

## Биография
Роден е около 1870 година в Солун, тогава в Османската империя, в заможно семейство. Майка му се казва Мария и Георгиос има една сестра Евдокия. Първоначално учи в Медицинския факултет на Атинския университет, откъдето получава диплома в 1892 година. В средата на 1890 година продължава обучението си по медицина в университета в Монпелие. Жени се за Меропи Ангелакис, сестра на Константинос Ангелакис. Като зестра Пендзикис получава красивата сграда на ъгъла на днешните улици „Емануил Манусоянакис“ и „Етники Амина“, в по-ксъно която се помещава кметството на Солун в продължение на няколко години в периода между двете войни. В 1905 година в къщата на Георгиос Пендзикис на улица „Хамидие“ (днес „Етники Амина“) отваря врати гръцко девическо училище.
Пендзикис работи като лекар в продължение на няколко години в гръцко-френския лицей на Стеф. Нука и в сиропиталището „Папафис“. Избран е най-малко два пъти за член на Ефората на болницата „Теагениу“, съответно в 1904 и 1910 година, както и в Ефората на училищата за периода 1915 – 1920 година. Георгиос Пендзикис е избран за представител на гръцката общност през юни 1912 година. Той е влиятелен член на Гръцкия червен кръст и е избран за президент на новооснованата организация в 1914 година.
Умира в 1951 година.